# Білівське лісництво
ДП «Білівське лісництво» — підприємство з вирощування лісу, декоративного садивного матеріалу. Офіс знаходиться в селі Біла (Чортківський район Тернопільська область).

## Коротка історія
Створене 1946 року, є одним з найкращих, що входить до державного підприємства «Чортківське лісове господарство». На лісництві працює двадцять три працівники. 
З Білецького лісництва в АТО вирушили три працівники.
Також у лісництві  створено і підтримується вольєр, у якому живуть звірі, до яких пускають відвідувачів. Завдяки Білецькому лісництву створено два кілометри дороги, яка з’єднала чотири села. 
На території лісництва відновили адмін-будинок (замінили вікна, перекрили стелю, оновили фасад). У лісництві є шестеро працівників які займаються вирощуванням ялинок з насіння.

## Керівники
- Михайло Демкович
- майстер ліництва — Іван Мамій